# Fonio blanc
Digitaria exilis
Ne doit pas être confondu avec le fonio noir
 (décembre 2014).
Si vous disposez d'ouvrages ou d'articles de référence ou si vous connaissez des sites web de qualité traitant du thème abordé ici, merci de compléter l'article en donnant les références utiles à sa vérifiabilité et en les liant à la section « Notes et références ».
Espèce
Classification phylogénétique
Le fonio blanc (Digitaria exilis) est une plante annuelle herbacée de la famille des Poaceae (Graminées) cultivée pour ses graines.
Le fonio blanc est traditionnellement une céréale « mineure », consommée dans quelques régions d'Afrique de l'Ouest. La récolte annuelle dans ces régions est de l'ordre de 260 000 tonnes. Les nutritionnistes redécouvrent cet aliment au début du XXIe siècle car il est très digeste pour les personnes allergiques, notamment dans le cas d'intolérance au gluten.

## Distribution

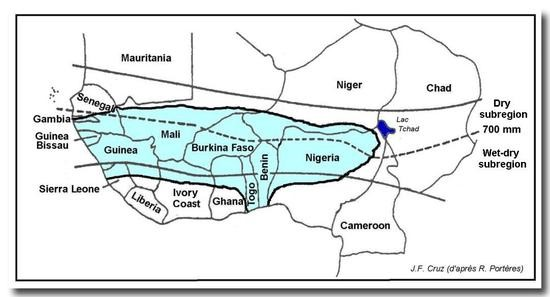
Distribution en Afrique de l'Ouest

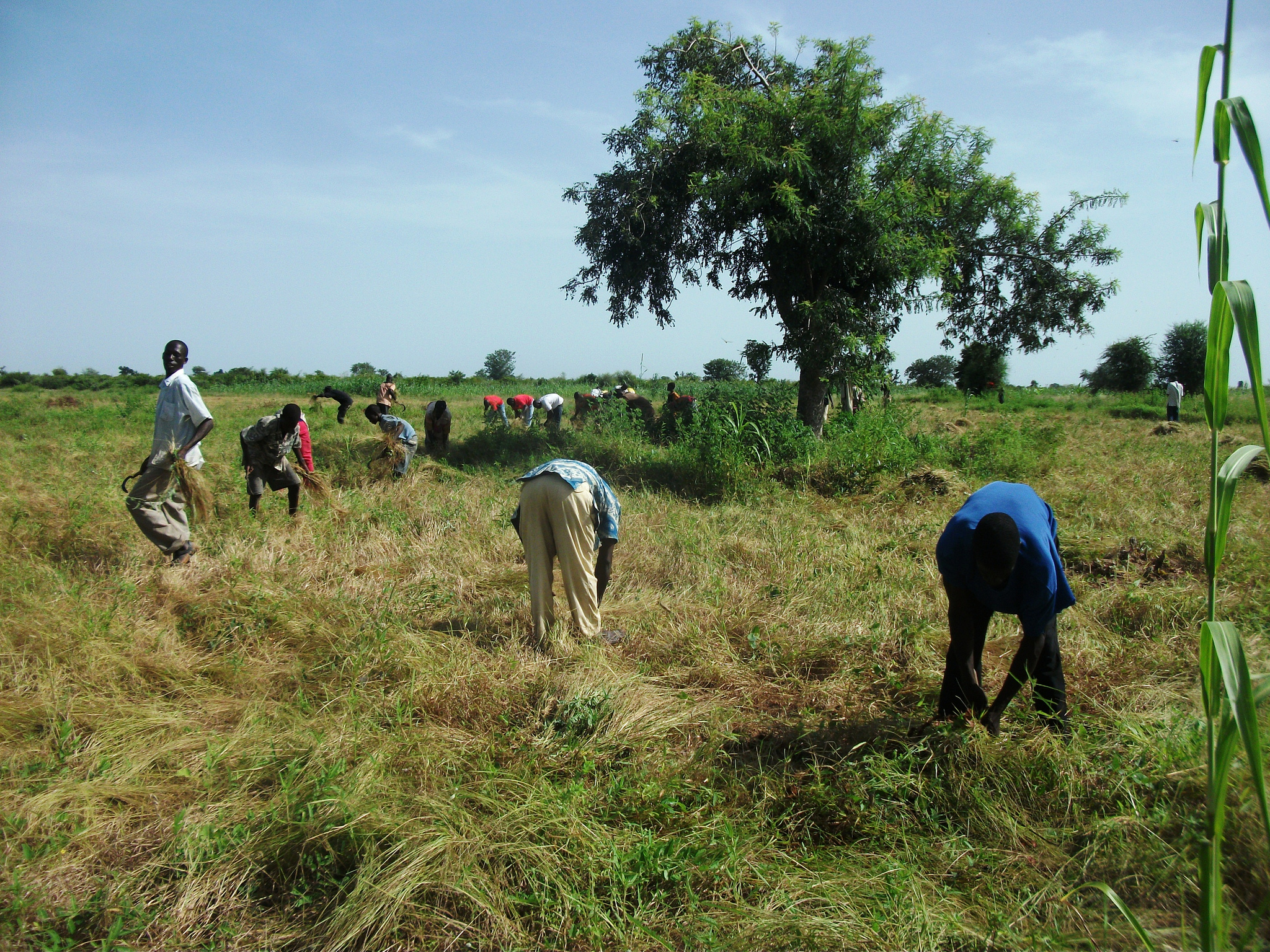
Récolte au Mali

Le fonio blanc est cultivé dans la zone de la savane depuis le Sénégal jusqu'à la région du lac Tchad, sauf au Liberia. C'est une culture très importante en Guinée et dans le Fouta-Djalon. Cette culture se contente de sols pauvres, non fumés et s'adapte aux pluviométries variables.

## Description
Le fonio blanc est une plante herbacée de 80 cm de haut. Son inflorescence composée est formée de racèmes regroupant des épillets à deux fleurs dont une seule fertile. La graine est un caryopse qui reste entouré de ses glumes et glumelles (c'est une céréale « vêtue » comme l'orge et le riz). Sa taille est très petite, à peine 1,5 mm (il faut 2 000 graines pour faire un gramme). Le fonio est de couleur blanche.
La graine de fonio doit être décortiquée avant consommation. Ce travail laborieux qui revenait traditionnellement aux femmes était fait à la main, au pilon et mortier, mais des décortiqueuses électriques ont été mises au point ces dernières années.

## Utilisation
Dans l’alimentation humaine, le fonio décortiqué entre dans de nombreuses recettes africaines : couscous, bouillie, boulettes, beignets, pain, etc. Sa valeur nutritionnelle est équivalente à celle du riz. Par rapport aux autres céréales, il contient plus de glucides (84 %), moins de lipides (4 %) et moins de protéines (10 %) mais sa teneur en méthionine et cystine est intéressante. Des travaux initiés par Stéphane Besançon et repris par la suite par l'ONG Santé Diabète ont aussi permis d'étudier les propriétés du fonio dans l'alimentation des personnes atteintes de diabète.
Dans l’alimentation animale, on peut nourrir les animaux avec les grains mais aussi avec la paille.
Enfin, la paille peut être utilisée aussi comme matériau de construction (mélangée à de l'argile) et comme combustible pour la cuisine.

### Production
| Production en tonnes. Chiffres 2003-2004 Données de FAOSTAT (FAO) | Production en tonnes. Chiffres 2003-2004 Données de FAOSTAT (FAO) | Production en tonnes. Chiffres 2003-2004 Données de FAOSTAT (FAO) | Production en tonnes. Chiffres 2003-2004 Données de FAOSTAT (FAO) | Production en tonnes. Chiffres 2003-2004 Données de FAOSTAT (FAO) | Production en tonnes. Chiffres 2003-2004 Données de FAOSTAT (FAO) |
| ----------------------------------------------------------------- | ----------------------------------------------------------------- | ----------------------------------------------------------------- | ----------------------------------------------------------------- | ----------------------------------------------------------------- | ----------------------------------------------------------------- |
| Guinée                                                            | 135 000                                                           | 51 %                                                              | 135 000                                                           | 51 %                                                              |                                                                   |
| Nigeria                                                           | 82 000                                                            | 31 %                                                              | 82 000                                                            | 31 %                                                              |                                                                   |
| Côte d'Ivoire                                                     | 15 000                                                            | 6 %                                                               | 15 000                                                            | 6 %                                                               |                                                                   |
| Mali                                                              | 14 000                                                            | 5 %                                                               | 14 000                                                            | 5 %                                                               |                                                                   |
| Burkina Faso                                                      | 13 432                                                            | 5 %                                                               | 13 500                                                            | 5 %                                                               |                                                                   |
| Bénin                                                             | 2 079                                                             | 1 %                                                               | 2 100                                                             | 1 %                                                               |                                                                   |
| Guinée-Bissau                                                     | 1 500                                                             | 1 %                                                               | 1 500                                                             | 1 %                                                               |                                                                   |
| Niger                                                             | 1 000                                                             | 0 %                                                               | 1 000                                                             | 0 %                                                               |                                                                   |
| Total                                                             | 264 011                                                           | 100 %                                                             | 264 100                                                           | 100 %                                                             |                                                                   |

## Cuisine
Dans des sachets en poudre brune, se cuisine exactement comme les pâtes ou le riz (11 minutes). Consistance assez légère comparée aux pâtes ou au riz.

## Espèces voisines
D'autres espèces du genre Digitaria  sont également cultivées, notamment :
- Digitaria iburua, le fonio noir, cultivé dans l'Afrique de l'Ouest (Nigeria, Togo, Bénin, Burkina)
- Digitaria sanguinalis, le millet sanguin ou manne rouge d'Europe, cultivé en Europe de l'Est ;
- Digitaria cruciata ou raishan, cultivé en Inde.